# Margalida Munar i Munar
Margalida Munar i Munar   (Palma, 1956) és una mestra, pedagoga i escriptora mallorquina. Llicenciada en Ciències de l'Educació, va ser cofundadora i directora de l'escola Mata de Jonc. Ha treballat als Serveis Educatius de l'Ajuntament de Palma de 1984 fins a la seva jubilació l'any 2022. Durant vint-i-cinc anys va coordinar la Mostra de Teatre Escolar de Palma, en què participen escoles que utilitzen el teatre com a recurs educatiu.
Ha publicat diversos llibres sobre temes relacionats amb l'educació i amb la gastronomia i la nutrició. El seu llibre Menjar rapid, sa i bo, inclou, a més d'uns quants centenars de receptes, reflexions i informació sobre hàbits saludables en l'alimentació. És coordinadora, amb Antònia Barres Mundet, de la col·lecció «Eines per a la convivència» de l'Àrea d'Educació, Igualtat i Drets Cívics de l'Ajuntament de Palma.

## Publicacions
- Guia de material per a l'ensenyament en català (Ajuntament de Palma, 1990), amb B.L. de Benito Crosetti i Adolfina Pérez Garcias ISBN 84-87159-19-2
- La idea d'educació en l'obra de Joan Mascaró i Fornés (Universitat de les Illes Balears,1997) ISBN 84-7632-337-9
- Menjar ràpid, sa i bo. Compartir sabers i sabors (Hiperdimensional, 2006) ISBN 978-84-935309-0-7
- Temps passats. Costitx, el batec d'un poble, (El Gall, 2011), amb J. Fiol, i C. Picornell ISBN 978-84-92574-73-5
- Senzill, sa i bo. Cuinam i menjam juntes. (El Gall, 2022) ISBN 978-84-16416-92-9